# Carlos Concha (actor)
Charli Shell, seudónimo de Carlos Concha Henriquez (Chile, 19 de marzo de 1967) es un actor chileno.

## Carrera profesional
Estudió en la Academia Club de Teatro Fernando González. Debutó en las teleseries en 1989, en A la Sombra del Ángel. Permaneció en las filas de TVN durante cinco años, destacando enormemente con su personaje El Jota de la telenovela Ámame de 1993, su rol más recordado.
En 1995, emigra a Canal 13 participando en Amor a Domicilio y en su respectivo spin-off. Tres años después debuta en la entonces nueva Área Dramática de Megavisión con A Todo Dar, permaneciendo en la actual señal Bethia durante un año, siendo Algo Está Cambiando, su última teleserie hasta la fecha. Su último trabajo en Chile fue personificando al exministro Diego Portales el 2007, en la serie histórica Héroes de Canal 13.

## Vida personal
El actor vivió en Barcelona, España, durante casi diez años.
El 21 de septiembre de 2012 contrajo matrimonio en Bélgica con su pareja, el fotógrafo Christophe Huthmacher. Este acontecimiento causó gran revuelo en los medios de espectáculos chilenos, debido al desconocimiento de la orientación sexual de Concha. A raíz de todo esto, sería ampliamente convidado a estelares y programas de televisión nacionales, consiguiendo con esto un primer acercamiento hacia el público chileno, tras varios años viviendo afuera.
Carlos Concha vive actualmente en la ciudad de Bruselas, Bélgica, perteneciendo a la compañía teatral Lamoral.

## Teleseries
| Año  | Teleserie             | Personaje                              | Canal      |
| ---- | --------------------- | -------------------------------------- | ---------- |
| 1989 | A la Sombra del Ángel | Leopoldo Rivas / Aníbal Rivas «Cototo» | TVN        |
| 1991 | Volver a Empezar      | Eduardo Chacón «Guayo»                 | TVN        |
| 1993 | Ámame                 | José Luis Carvallo «El Jota»           | TVN        |
| 1994 | Rojo y Miel           | Maximiliano Peña                       | TVN        |
| 1995 | Amor a Domicilio      | Felipe Garrido                         | Canal 13   |
| 1997 | Eclipse de Luna       | Felipe                                 | Canal 13   |
| 1998 | A Todo Dar            | Manuel Astorga                         | Megavisión |
| 1999 | Algo está cambiando   | Guillermo Troncoso                     | Megavisión |

## Series
| Año       | Serie                        | Personaje                       | Rol         | Canal    |
| --------- | ---------------------------- | ------------------------------- | ----------- | -------- |
| 1990      | Crónica de un Hombre Santo   | Monseñor Manuel Larraín (joven) | Secundario  | Canal 13 |
| 1995-1996 | Tuti Cuanti                  | Aroldo y Varios personajes      | Secundario  | Canal 13 |
| 1996      | Amor a Domicilio: La Comedia | Felipe Garrido                  | Secundario  | Canal 13 |
| 2007      | Héroes                       | Diego Portales                  | Protagónico | Canal 13 |